# 146e division de fusiliers (2e formation)
Pour les articles homonymes, voir 146e division.
La 146e division de fusiliers (russe : 146-я стрелковая дивизия) est une division d'infanterie de l'Armée rouge pendant la Seconde Guerre mondiale.
Formée en janvier 1942, elle passe l'année suivante dans un secteur relativement calme puis participe aux offensives qui repoussent les Allemands du centre-nord de la Russie, de la Lituanie et de la Pologne. La 146e termine la guerre en combattant dans les rues de Berlin. Elle sert après la guerre dans le Groupe des forces soviétiques en Allemagne.

## Formation
Une première 146e division de fusiliers, créée en août 1939, disparait en juillet 1941 devant Kiev et est dissoute en décembre 1941.
La mise sur pied de la deuxième 146e division de fusiliers commence officiellement le 19 janvier 1942 dans le district militaire de Moscou, sur la base de la 1re formation de la 416e division de fusiliers. Formée le 9 décembre 1941, la 416e division était formée des 1368e, 1373e et 1374e régiments de fusiliers et du 1054e régiment d'artillerie.
La nouvelle 146e division comprend également la 468e division de fusiliers provisoire, qui avait commencé à se former en décembre  à Kagami dans le district militaire d'Asie centrale, vraisemblablement avec un grand nombre de recrues kazakhes ou ouzbèkes. La fusion de ces deux unités a lieu à Veniov en janvier. L'ordre de bataille est le suivant  :
- 512e régiment de fusiliers
- 608e régiment de fusiliers
- 698e régiment de fusiliers
- 280e régiment d'artillerie
- 211e bataillon antichar
- 126e bataillon de reconnaissance
- 149e bataillon de sapeurs
- 226e bataillon des transmissions

La nouvelle division stationne dans le district de Moscou en février, puis est transférée dans la réserve du haut commandement suprême en mars et brièvement dans les réserves du front occidental avant d'être affectée à la 50e armée de ce front le 11 avril. Le 146e continue à servir dans le secteur relativement calme de cette petite armée jusqu'en mars 1943. Ce mois-là, la division se trouve sur le flanc droit de son armée lors de la troisième opération offensive Rjev-Sitchevka, faisant suite au retrait de la 9e armée allemande du saillant de Rjev. À la suite de cela, elle est transférée à la 49e armée adjacente pour une offensive à plus grande échelle vers Spas-Demensk, mais celle-ci est suspendue le 1er avril  Par la suite, la division revient à la Réserve du Haut Commandement Suprême pour être reconstituée.

## Sur les fronts baltes
Après un long séjour en réserve, la 146e est réaffectée à la 3e armée de choc du 2e front de la Baltique en octobre. Elle reste dans cette armée jusqu'en mars 1944, date à laquelle elle sera transférée au 14e corps de fusiliers de la Garde de la 1re armée de choc , au sein du même front. Début juillet, la division, appartenant au même corps et à la même armée, est réaffectée au nouveau 3e front de la Baltique. Au début de l'offensive d'été soviétique, la division fait face à la ligne Panther allemande, directement au sud de la ville d'Ostrov. Au cours des combats suivants, la 146e division de fusiliers est récompensée pour la libération d'Ostrov et reçut son nom à titre honorifique.
En octobre, la division, toujours dans le 14e corps de fusiliers de la garde, repasse dans la 3e armée de choc, où la division resterait pour la durée de la guerre. Alors que la plupart des divisions de fusiliers ont reçu des canons plus gros et plus puissants dans leurs bataillons antichar, la 146e continue à utiliser ses canons de 45 mm (en), car il y avait peu de possibilités d'opérations blindées dans son secteur du front. Avant l'opération Vistule-Oder début janvier 1945, la 3e armée de choc est transférée au 1er front biélorusse et la 146e rejoiit le 7e corps de fusiliers, où elle restera jusqu'après-guerre.

## Avance
Au cours des dernières étapes de la bataille de Berlin, la division, avec son corps, soutient le flanc du 79e corps de fusiliers alors qu'il se fraie un chemin à travers le pont Moltke (en) pour capturer le Reichstag. La division porte à la fin de la guerre le nom officiel de 146e division de fusiliers, ordres du Drapeau rouge, de Souvorov et de Koutouzov (russe : 146-я стрелковая Островская Краснознамённая орденов Суворова и Кутузова дивизия) .

## Après la guerre
Après la guerre, la division continue à servir dans la 3e armée de choc, au sein du Groupe des forces soviétiques en Allemagne. En février 1946, elle est envoyée dans le district militaire de Kiev et y est dissoute en juin 1946.
Une nouvelle 146e division de fusiliers est reformée en 1954 à partir de la 10e division de mitrailleuses et d'artillerie à Poltavka (ru) au sein de la 25e armée du district militaire d'Extrême-Orient. Cette division est dissoute le 25 juillet 1956.